# 萊門 (巴登-符騰堡州)
莱门（德語：Leimen，發音：[ˈlaɪmən] ⓘ）是德国巴登-符腾堡州卡尔斯鲁厄行政区莱茵-内卡县的城市，面积20.64平方千米，2023年12月31日人口为27,286人。